# Miconia caelata
Miconia caelata es una especie de planta con flor en la familia de las Melastomataceae. Es endémica de Ecuador. 

## Distribución y hábitat
Es un arbolito endémico de Ecuador, donde se limita a bosque andino superior en el sur. Recogidos cerca Saraguro y Loja, y varias veces en el camino de Loja-Zamora y la carretera Yangana-Valladolid. Protegido por el Parque nacional Podocarpus, donde ha sido recogido por encima del Centro de Información, en el camino a El Mirador. Clasificados como "rara" por la UICN en 1997 (Walter y Gillett 1998). Aparte de la destrucción del hábitat, no se conocen amenazas específicas.

## Taxonomía
Miconia caelata fue descrita por (Bonpl.) DC. y publicado en Prodromus Systematis Naturalis Regni Vegetabilis 3: 183. 1828.
Etimología
Miconia: nombre genérico que fue otorgado en honor del botánico catalán Francisco Micó.
caelata: epíteto
Sinonimia
- Melastoma caelata Bonpl.[4]